# Saint-Prex

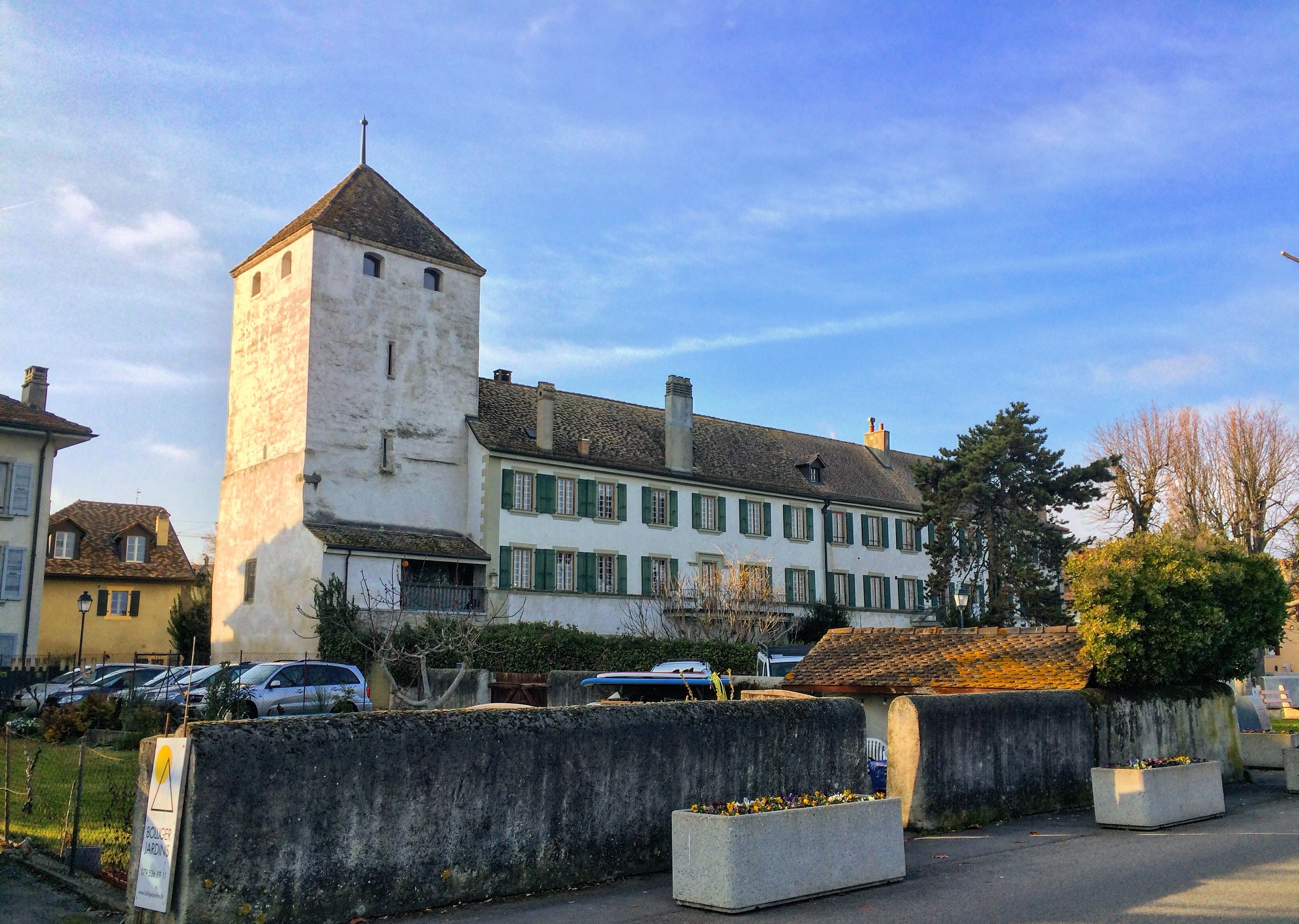
Le château de Saint-Prex.

Saint-Prex est une commune suisse du canton de Vaud, située dans le district de Morges, sur les bords du Léman.

## Géographie

Photo aérienne (1959).

Saint-Prex, dont le petit bourg médiéval s'étale sur une presqu'île du Léman, se situe à une altitude moyenne de 377 mètres, à 4,5 kilomètres au sud-ouest de Morges, chef-lieu du district éponyme.
La superficie de la commune d'environ 5,5 km2 (549 hectares) se situe sur une portion de la rive nord du lac, sur le plateau suisse. De là, le territoire communal s'étend en direction du Jura dans une plaine jouxtant le lac, jusqu'à une proéminence se situant quelque 50 mètres plus haut que la moyenne. La frontière nord est constituée par la vallée boisée du ruisseau Le Boiron de Morges. Vers le lieu-dit Bois-Billens, l'on atteint le point le plus élevé de la commune (455 mètres). À l'est, la frontière suit le cours du ruisseau des Chenaux et à l'ouest, c'est Le Boiron de Morges qui fait office de limite, et ce jusqu'à son embouchure dans le Léman. La rivière a formé à cet endroit une petite plage alluvionnaire qui est restée à l'état naturel. Au nord de la commune se trouve encore le ruisseau de Bézières.
En 1997, d'après les données statistiques, la zone constructible s'étant à 37 % du territoire communal. Les forêts ou espaces boisés en occupent 7 % et les terres agricoles 55 %. Un peu moins de 1 % du terrain est impropre à la culture.
Saint-Prex a 5,5 kilomètres de côtes.
La commune de Saint-Prex compte également les hameaux de Beaufort (410 m), non loin du point le plus élevé de la commune, et Les Iles (425 m) au sud du Boiron, de même que quelques fermes isolées. Les communes voisines de Saint-Prex sont Buchillon, Étoy, Villars-sous-Yens, Lussy-sur-Morges, Lully et Tolochenaz.
| Villars-sous-Yens | Lussy-sur-Morges | Lully Tolochenaz |
| Étoy              | Saint-Prex       | Léman            |
| Buchillon         | Léman            | Léman            |

## Population
Les habitants de la commune se nomment les Saint-Preyards,.

### Démographie
Avec 5 912 habitants (31 décembre 2019), dont 2 136 étrangers, Saint-Prex se classe dans les communes de taille moyenne du canton de Vaud. 82,5 % des résidents parlent le français, 5 % l'allemand et 3,3 % l'italien (Statistiques 2000). La population de Saint-Prex s'élevait en 1753 à 316 habitants, 528 habitants en 1850 et 882 en 1900. Depuis 1900, elle a augmenté régulièrement, notamment depuis l'installation de la verrerie en 1911. En 1950, la population se monte à 1 507 habitants, franchit définitivement les 3 000 habitants en 1983, 4 000 en 1999 et 5 000 en 2009.

## Histoire

### Toponymie
Le nom du village, provenant de la déformation populaire de Sanctus Prothasius, est attesté depuis le XVIe siècle. À partir du XVIIIe siècle, les érudits en ont fait la forme demi-savante Saint-Prothais. Ce saint tutélaire fut évêque de Lausanne vers le milieu du VIIe siècle, sous le règne du roi franc Clovis II. Son nom finit par remplacer l'ancien nom du village, Basuges (du latin ad basilicas), quand sa dépouille fut inhumée dans le chœur de l'église,.

### Antiquité
L'endroit est occupé dès le Néolithique par deux villages lacustres au lieu-dit "en Fraid'Aigue", puis par les Helvètes et plus tard par les romains : le village se trouvait sur une voie stratégique d'importance, la via strata qui allait du col du Grand-Saint-Bernard jusqu'à Lyon. Elle mettait ainsi Rome en communication avec la vallée du Rhin et la vallée du Rhône. Enfin, vers le début du Ve siècle, s'établirent dans la région des tribus burgondes, comme l'atteste une série de tombes dont les plus anciens mausolées gallo-romains retrouvés sous l'église semblent avoir été le centre. Dès lors Saint-Prex fait partie du Royaume de Bourgogne jusqu'en 1032, puis est incorporé au Saint-Empire romain germanique.

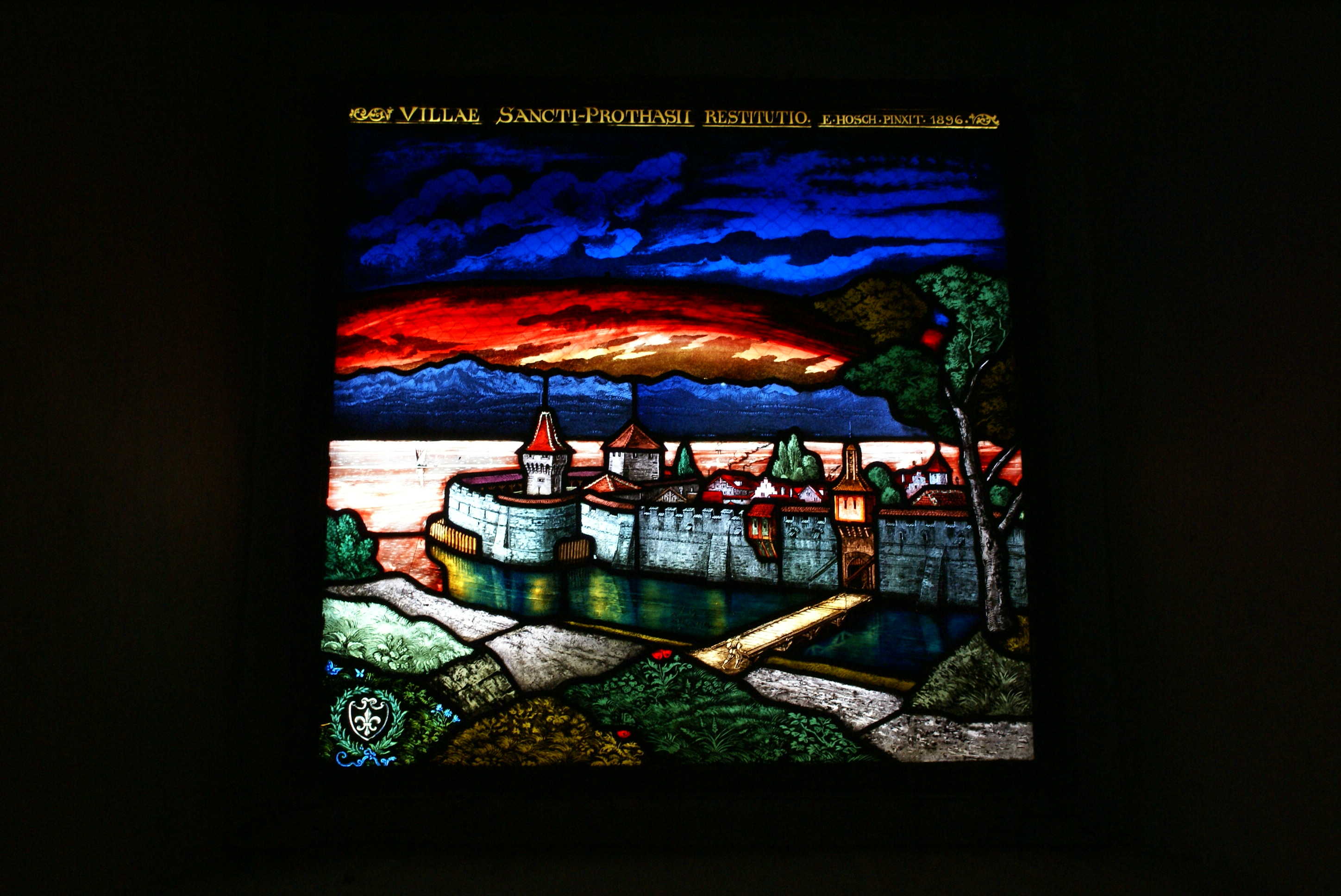
Saint-Prex au Moyen Âge.

### Moyen-âge
La vaste basilique funéraire de Basuges (652), dédiée primitivement à la Sainte-Vierge Marie, et son domaine semblent avoir appartenu très tôt à l'église cathédrale Notre-Dame Marie de Lausanne (dès le VIe siècle), puis furent un temps confisqués par quelque roi carolingien qui les remit à une lignée de seigneurs du lieu, en échange de leurs loyaux services. Le dernier d'entre eux, un certain Réginold, finit par les rendre à l'église cathédrale de Lausanne le 6 août 885 pour s'assurer de son repos éternel et des prières du clergé lausannois. En 968, le domaine s'agrandit du domaine de Marcy, légué par le diacre Amico, et en 972, d'un moulin et d'une vigne entre les rivières Aubonne et Venoge.
Au début du XIe siècle, le domaine de Saint-Prex, parmi d'autres propriétés, échoit au chapitre de Lausanne : un groupe de trente chanoines exerce désormais ses droits seigneuriaux sur la région. Il remet ainsi à quatre « colons » des terrains (« colonges ») qui doivent être mis en valeur et cultivés. Vers 1200, nous apprend le Cartulaire de Lausanne rédigé par Conon d'Estavayer (XIIIe siècle), le domaine comporte également deux « lunages », soit deux terres de dimensions telles qu'il faut un mois lunaire pour les labourer et vingt-quatre « cheseaux », c'est-à-dire vingt-quatre  parcelles contenant une maison (casa) et un jardin ou une place, donc en tout cas, vingt-quatre familles. Ces habitations, dont on n'a pas retrouvé la trace du fait qu'elles n'étaient pas construites en dur, devaient être regroupées en agglomération, avec une sorte de barricade autour, organisée à partir d'un des grands domaines romains (villa) de Dracy ou de Marcy. L'ordre et la protection de ces sujets sont assurés par des chevaliers que le Chapitre nomme et maintient en place en les mettant au bénéfice d'un fief, d'une terre, d'une maison, avec quelques revenus en échange de leurs services militaires. Pour les affaires temporelles, plus particulièrement la justice et la police, le Chapitre possède à Saint-Prex un représentant permanent appelé Villicus, ou plus tard Maior, qui appartient à la classe militaire. En 1224, le Chapitre nomme enfin un chapelain à Saint-Prex, qui devait accomplir tous les actes religieux de la paroisse et seconder le curé en place dans son ministère.

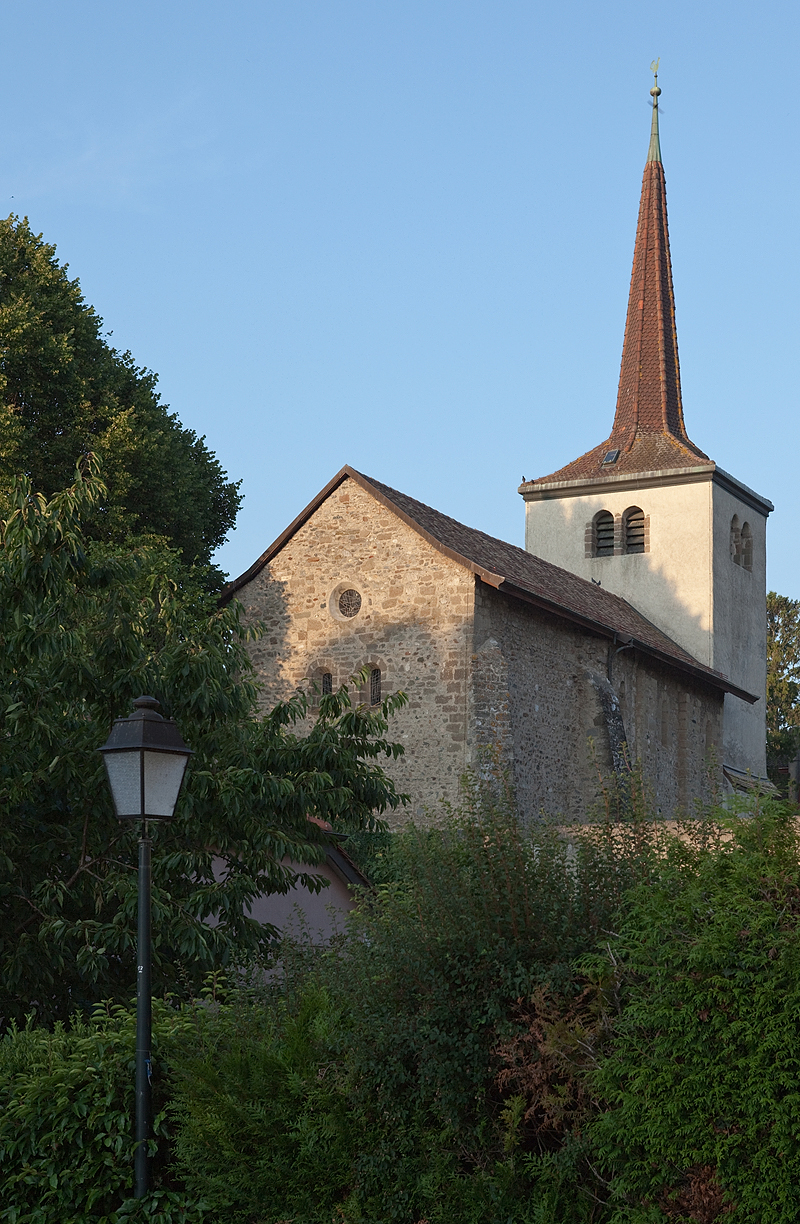
Église réformée Notre-Dame de Saint-Prex.

En 1234, le Chapitre de Lausanne décide du transfert des trois hameaux (proches de la gare actuelle) en un seul village au bord du lac sur la presqu'île, puis de le fortifier à l'aide "de pieux côté lac (chafaz), amenés du Jorat et de Vernand, et d'un fossé côté terre. On prévoit en outre, selon Béatrice Dufour, un espace au bord du lac pour y construire une tour, une chapelle, un corps de bâtiment, une cour, une écurie et un four pour le Chapitre. Ce sera le château de Saint-Prex" dont la construction sera assurée par l'architecte Jean Cotereel, maître d'œuvre de la cathédrale de Lausanne et futur châtelain, aidé de deux chanoines, Jean de Cossonay et Nicolas de Chavornay. Ce transfert et la construction d'un château étaient prévus depuis quelque temps. En effet, la pression croissante, tant politique que militaire, de la maison de Savoie, qui faisait régner l'insécurité dans les campagnes dépendant de l'Église de Lausanne, obligea le Chapitre à revoir son système de défense. À son arrivée à Saint-Prex, l'évêque Boniface prononça l'interdit et la privation de la sépulture ecclésiastique contre quiconque "par audace téméraire et suggestion diabolique, oserait encore molester le bourg de Saint-Prex." L'interdit s'étendant aux descendants de l'agresseur jusqu'à la quatrième génération, l'on peut mesurer de l'importance que le clergé attachait à l'œuvre nouvelle. Dès la fin du XIIIe siècle, au moment où apparaissent les armes à feu, les remparts de bois furent remplacés par des murs de pierre avec crénaux. Jean Bergier, Othon Ier de Grandson (1240), le héros des croisades inhumé à la cathédrale Notre-Dame de Lausanne, Guillaume de La Sarraz (1267), Othon de Champvent (1282), Hugues de Champvent (1318), Etienne Patruaul (1339), Gui de Prangins (1371) furent les seigneurs successifs du bourg. Cependant, craignant d'être peu à peu dépossédé de St-Prex, le Chapitre le reprit sous son administration à la mort de Hugues de Champvent, en 1340. En 1351, le seigneur Jean d'Aubonne pille Saint-Prex, dont il accuse les habitants d'avoir aidé ceux d'Évian à l'agresser[réf. nécessaire].
En avril 1358 néanmoins, Saint-Prex passa sous l'autorité du duc de Savoie. Les chanoines de Lausanne, excommuniés de 1384 à 1387, trouvèrent refuge au château. Au siècle suivant, Amédée VIII de Savoie, le futur Pape Félix V, l'habita avec sa cour pendant quatre mois (1427). Cette même année, dans un acte écrit, les comtes de Savoie furent finalement déclarés privés de leur droit sur ce lieu. Les Pettigny en furent longtemps ensuite propriétaires ; un membre de cette famille fut condamné à mort, puis gracié, pour avoir, de connivence avec sa mère et son frère, assassiné le notaire Pilantin de Saint-Prex en 1406. En 1506, le bourg et le château furent pris passagèrement par le comte de Gruyère, baron d'Aubonne et vassal de la maison de Savoie[réf. nécessaire].

### Renaissance et époque moderne
Avec la prise du pays de Vaud par les Bernois en 1536, Saint-Prex dépendit de l'administration du bailliage de Morges et perdit ainsi de son importance sous cette dépendance politique et économique. Le château fut transformé en dépôt de sel et de nombreuses pierres des remparts furent réutilisées au XVIIe siècle lors de la construction du port fortifié de Morges. À la chute de l'Ancien Régime, Saint-Prex fit partie du canton du Léman de 1798 à 1803 lors de la République helvétique : le château devient en 1803 propriété du canton de Vaud nouvellement constitué, qui finit en 1833 par le vendre à la famille Dapple[réf. nécessaire].
L'Acte de médiation rattache définitivement la commune de Saint-Prex au district de Morges.[réf. nécessaire]

## Monuments

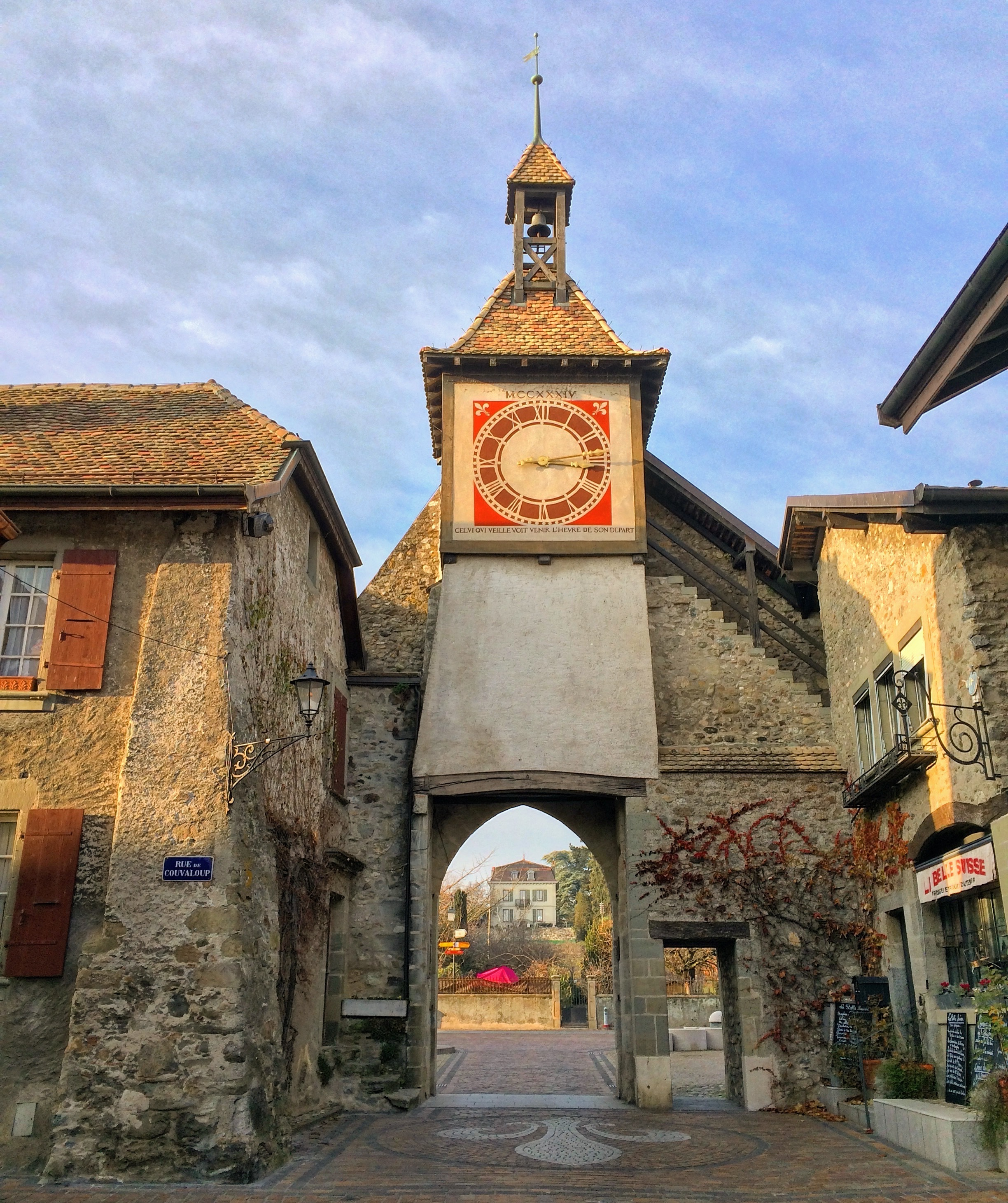
Porte de Saint-Prex ou Tour de l'horloge (installée en 1726).

- Cité médiévale : château médiéval (XIIe et XIIIe siècles) et restes des remparts. Ces derniers étaient encore intacts en 1737, car un procès-verbal du 22 septembre 1727 signale que plusieurs personnes furent frappées d'amendes pour y avoir percé des fenêtres et qu'il leur était accordé jusqu'à la Saint-Martin pour « barrauder ces trous »[réf. nécessaire]. Le 2 mai 1777 néanmoins, le Conseil décida de vendre l'emplacement des fossés aux propriétaires bordiers pour les transformer en jardins, à condition de tenir bien propre la rue Couvaloup (Cum Vallum = auprès du rempart)[réf. nécessaire].
- La porte à mâchicoulis de l'horloge : l'horloge fut installée en 1726 sur la porte médiévale de l'enceinte fortifiée, qui comportait autrefois huit mâchicoulis. M. de Beausobre, qui venait d'acheter la bourgeoisie de Saint-Prex, offrit de la payer. Les frais s'élevèrent en 1727 à 660 florins[22].
- L'église romane Notre-Dame de Saint-Prex : construite sur un mausolée gallo-romain appartenant à une vaste villa, l'église, qui daterait de 652, se situe sur une éminence en dehors du bourg historique. Elle fut dédiée à la Sainte-Vierge, puis à Saint-Prothais. Elle fut transformée en temple protestant à la Réforme et est inscrite comme bien culturel suisse d'importance nationale[23].
- Manoir de la Pointe : ce château, sauf la tour médiévale (XIIIe siècle), fut remanié au XVIIe siècle. La célèbre famille Forel y a résidé pendant de nombreuses années, avant de le vendre en 1983 à la famille von Overbeck[24].
- Fraidaigue (Route de Morges 21). Maison de campagne en forme de chapelle néogothique construite en 1831 pour le général d'origine hollandaise Hendryk van Oyen, précédemment propriétaire de La Gordanne près de Perroy. Cet édifice a été remplacé en 1904 par une villa cossue due aux architectes Alphonse Laverrière et Eugène Monod[25],[26].

## Plages
Saint-Prex bénéficie de plusieurs plages : la plage du Coulet, la place d'Armes, le Bain des Dames, la plage de Chauchy (Bain des Hommes) avec son plongeoir dans le lac. Ce plongeoir, qui culmine à sept mètres, est en réalité un morceau de grue qui appartenait à la scierie Monet. Devenue inutile, monsieur Monet avec son ami Roger Desseaux décident, à la nage, de l'emplacement et grâce à un système de tonneaux qui servent d'abord de flotteurs, puis sont remplis, la plantent à l'emplacement actuel à la fin des années 50. En 2010, une pétition munie de 1 182 signatures est déposée pour éviter que le plongeoir soit démoli, car il ne répondait pas aux normes selon sa vétusté et la profondeur du lac,. En 2021, le conseil communal et la municipalité décident finalement de sauver ce plongeoir moyennant des travaux pour un montant de 180 000 francs.

## Source de Saint-Prex
L'eau de Saint-Prex trouve son origine dans les glaciers du massif du Mont-Blanc, et non pas dans les eaux du Léman. Cette eau s'infiltrerait dans les sols et passerait sous le lac pour enfin remonter par phénomène de siphon près de la surface, à la hauteur de Saint-Prex. Elle est récoltée dans un puits filtrant situé à environ 20 mètres sous la surface, au niveau du terrain de football du Vieux-Moulin. Des tests réguliers indiquent des résultats excellents qui rendent tout traitement superflu. Cette eau de source est ensuite pompée pour être conduite dans le réservoir de l'Épine, situé sur les hauts de la commune à environ 3 km, pour une différence d'altitude de 87 mètres.

## Le Servagnin
En épousant Amédée VIII, futur duc de Savoie, Marie de Bourgogne devient la duchesse des Vaudois en 1393. En 1420, enceinte de son huitième  enfant, et effrayée par la peste, elle s'installe temporairement à Saint-Prex où, selon la tradition, pour remercier les habitants de leur accueil, elle leur aurait fait cadeau de plants de Servagnin, son cépage préféré, provenant du château de Ripaille. Depuis, ce clone de Pinot Noir bourguignon était cultivé dans la région de Morges, région qui verrait ainsi la plus ancienne culture du Pinot noir de Suisse. Ce cépage pourtant fut peu à peu remplacé par des cépages à plus grands rendements, les attaques du phylloxéra (vers 1888) précipitant encore sa disparition. Au début des années soixante, il était considéré comme perdu dans la région.
Cependant, en 1978, le vigneron Pierre-Alain Tardy put retrouver un plant qui a subsisté chez un habitant de la commune Werner Kaiser. Il décida alors de reconstituer une petite vigne d'une centaine de pieds obtenus par greffage. Après des débuts décevants, dès 1990, plusieurs parchets[Quoi ?] sur différents terroirs furent alors replantés conduisant à une renaissance du Servagnin de Saint-Prex et de la région de Morges. Finalement, en l'an 2000, les premières bouteilles de Servagnin purent enfin être mises sur le marché.
Seules les vignes ne contenant que des plants de pinot noir clonés à partir des plants de ces premiers parchets, situées sur l'aire d'appellation Morges, obtiennent le droit à l'appellation Servagnin. La production en est limitée à 50 hectolitres à l'hectare et à 82 degrés Oechsle minimum. Vinifié obligatoirement en barrique de chêne, son élevage doit durer au moins seize mois.

## Pierre de Coulet
La pierre de Coulet, bien conservée dans ses éléments, est actuellement fracturée en trois morceaux visibles et en quatre morceaux reposant au fond du lac à une vingtaine de mètres de la rive. En effet, elle fut dynamitée autrefois par un vandale dont le bateau avait heurté le bloc lors d'une manœuvre maladroite. Elle n'est pas visible depuis la rive, des propriétés privées empêchant l'accès au lac à cet endroit.

## Politique
La commune est dirigée par un Conseil communal (législatif) de 65 membres et une Municipalité (exécutif) de cinq membres.
Aux élections de 2016, le Conseil communal, élu jusque-là au système majoritaire, passe à la proportionnelle. La nouvelle loi vaudoise sur les communes impose en effet une élection à la proportionnelle pour les communes de plus de 3 000 habitants.

### Partis politiques

#### Entente Saint-Preyarde
Fondée en 2014, l'entente Saint-Preyarde, également appelée « Entente Communale » ou simplement « Entente », se définit comme apolitique et comme un parti ayant pour but « de réunir dans un groupement indépendant des citoyennes et citoyens qui s'intéressent à la vie publique et politique de Saint-Prex ».
Elle possède 47 des 65 sièges du Conseil communal et 4 sièges sur 5 à la Municipalité[réf. nécessaire].

#### Parti libéral-radical
Le PLR est le seul parti traditionnel national représenté dans la commune avec l'APSP (PS et Verts). Il est le deuxième parti le mieux représenté au conseil et le seul autre parti à avoir un représentant à la Municipalité.
Le parti possède 13 des 65 sièges du Conseil communal et 1 siège sur 5 à la Municipalité[réf. nécessaire].

#### Alternative pour Saint-Prex
L'APSP est un des deux seuls partis traditionnels représentés dans la commune (avec le PLR)[réf. nécessaire]. Créée en 2021, elle regroupe les élus Verts et PS de la commune[réf. nécessaire].

### Élections communales 2021
Le syndic de la commune est Stéphane Porzi, élu tacitement le 6 avril 2021. Le conseil communal, élu pour 5 ans, est présidé[Depuis quand ?] par Louis-Claude Pittet (PLR).
La dernière élection du conseil communal a eu lieu le 7 mars 2021, dans le cadre des élections communales vaudoises du 7 mars 2021.
|  | Groupe Politique   | 2016-2021 | 2021-2026 |
|  | PLR                | 12        | 13        |
|  | Entente            | 53        | 47        |
|  | APSP (PS et Verts) | -         | 5         |

Composition actuelle du Conseil communal par groupe politique
APSP (PS et Les Verts): 5 sièges
Entente Saint-Preyarde: 47 sièges
PLR: 13 sièges

Le premier tour de l'élection de la municipalité a lieu le 7 mars, où quatre municipaux sur 5 sont élus. Au second tour, le 28 mars, deux candidats obtiennent le même nombre de voix (228) : le premier tirage au sort, annulé par la préfecture en raison de l'absence des deux intéressés, désigne Pierre Enderlin comme candidat élu ; le second tirage au sort désigne Jan Von Overbeck, ancien médecin cantonal bernois.
| Nom              | Parti | Parti   | Dicastère                                                                        |
| ---------------- | ----- | ------- | -------------------------------------------------------------------------------- |
| Stéphane Porzi   |       | Entente | Syndic et Administration générale, de la piscine et des sociétés locales         |
| Véronique Savioz |       | PLR     | Aménagement du territoire, de la police des constructions et des infrastructures |
| Anthony Hennard  |       | Entente | Vice-syndic et Service administratif, des finances, des écoles et du social      |
| Anouk Gäumann    |       | Entente | Domaines, de l'environnement et des espaces publics                              |
| Jan von Overbeck |       | Entente | Bâtiments et infrastructures sportives                                           |

## Distinctions
- Saint-Prex obtient le Prix Wakker en 1973[47].

## Transports
Saint-Prex comporte une gare desservie par plusieurs lignes du réseau express régional vaudois exploité par les CFF[réf. nécessaire] ainsi que la ligne de bus 724 du MBC de Morges à Allaman.
Sur le territoire de la commune se trouve la seule balise VOR immergée de guidage pour avions de Suisse. Construite de 1968 à 1971, elle se présente sous la forme d'une boule de 13  mètres de diamètre située à  2,8 mètres au-dessus du lac. La compagnie Swiss a décidé de nommer l'un de ses Airbus A320 St-Prex en l'honneur de cette balise.

## Éducation
La commune de Saint-Prex fait partie du groupe scolaire EPS Saint-Prex et environs. Elle compte trois écoles : le collège du Cherrat (7e à 11e), l'école du Chauchy (1re à 4e) et l'école de Sous-Allens (1re-6e),.

## Personnalités
- André Bugnon, ancien conseiller national, président du Conseil national en 2007-2008.
- Isabelle Chassot, ancienne conseillère d'État du canton de Fribourg, née à Saint-Prex le 28 mars 1965.
- Catherine Colomb, écrivain, née à Saint-Prex (1892-1965).
- Charles-Henri Favrod, journaliste et écrivain, fondateur du musée de l'Élysée à Lausanne.
- Oscar Forel, psychiatre.
- Alexej von Jawlensky (1864-1941), peintre russe réfugié à Saint-Prex pendant la Première Guerre mondiale.
- Pietro Sarto, peintre et graveur suisse.
- Bernard Stamm, navigateur.

## Industries

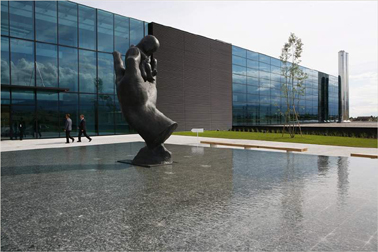
Ferring Pharmaceuticals, siège principal à Saint-Prex.

La commune accueille le siège social de  Ferring Pharmaceuticals, entreprise appartenant à Frederik Paulsen et le siège administratif de Vale. 
Entre 1911 et 1924, c'est aussi un site important pour la production de verre. La verrerie de Saint-Prex a repris l'année suivante le matériel et le personnel de la verrerie dite de Semsales, qui cesse alors sa production. Le nouvel établissement industriel a initialement pour but de produire des bouteilles. Il élargit par la suite sa production en fabriquant, surtout entre 1928 et 1964, des articles de table et toute une gamme d'objets artistiques et de décoration, notamment de petits chevaux en verre noir (vers 1939). Un musée, qui se trouve sur le site même de l'usine, expose un grand choix de ces créations.  L'entreprise Vetropack introduit dans les années 1970, la collecte généralisée du verre usagé en Suisse. 
Début 2024, la Verrerie fait face à des difficultés financières. Dernière usine de verrerie en  Suisse, comptant 180 emplois, jusqu'à 800 000 bouteilles en verre sont produites en 24 heures, surtout des bouteilles de vin. L'usine recycle également 100 000 tonnes sur 300 000 tonnes de verre usagé qui sont collectées chaque année. L'usine ferme le 27 juin 2024, malgré une forte mobilisation au niveau local. La fermeture de l'usine entraîne l'exportation du verre usagé pour son recyclage.